# Don Quijote de La Mancha

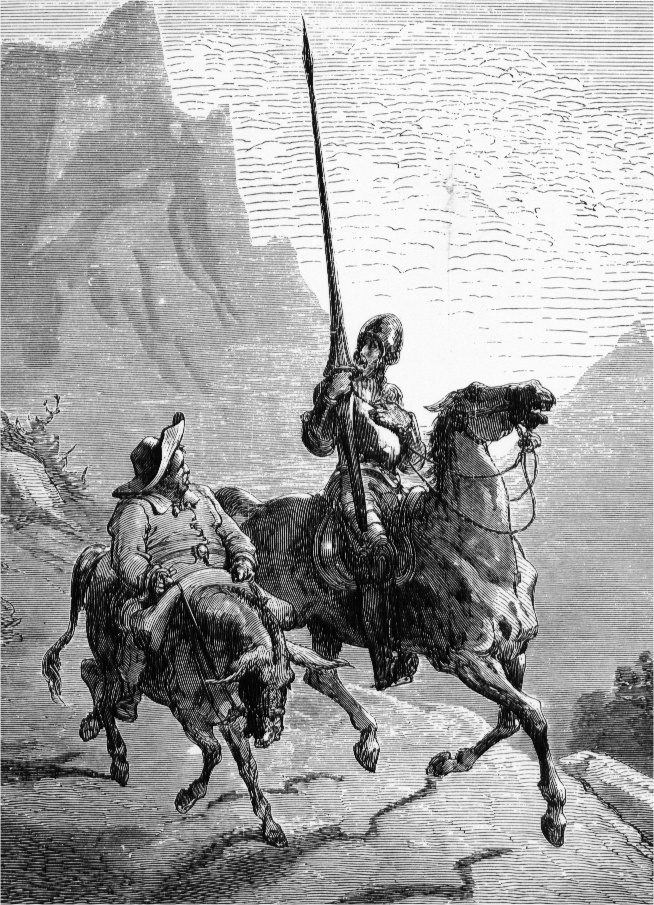
Don Quijote (dreapta) și Sancho Panza, imagine de Gustave Doré

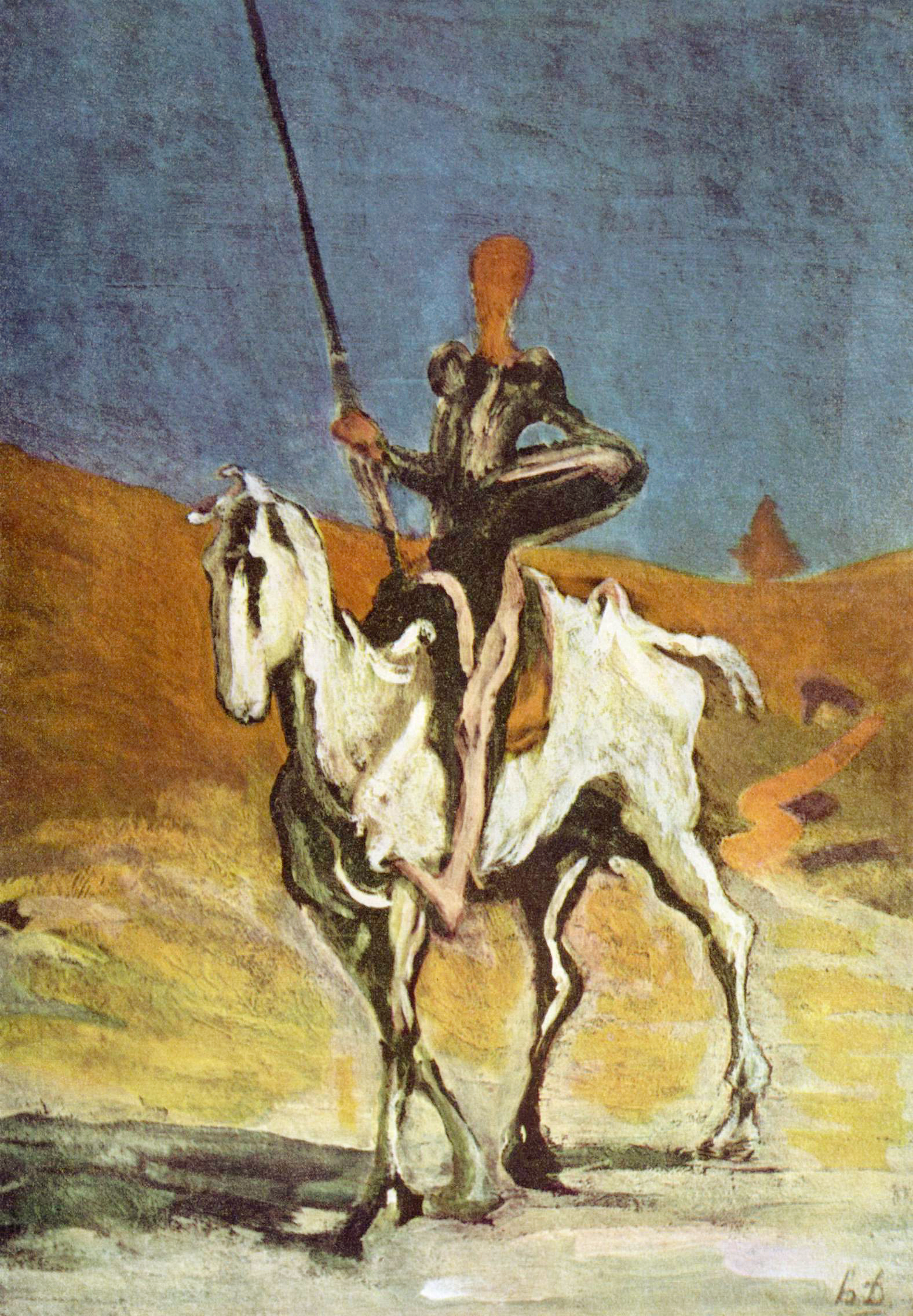
Don Quijote și Rocinante, autor Honoré Daumier

Iscusitul hidalgo Don Quijote de La Mancha este o operă literară a scriitorului spaniol Miguel de Cervantes Saavedra. Prima parte a apărut în 1605 sub numele de Iscusitul hidalgo Don Quijote de La Mancha („El ingenioso hidalgo don Quijote de La Mancha”) și s-a bucurat de un mare succes din partea publicului, fiind o capodoperă a literaturii spaniole și a literaturii universale. A doua parte a apărut în 1615 sub numele de El ingenioso caballero don Quijote de La Mancha. Romanul este în prezent una dintre operele cele mai traduse din lume.
Deși fusese concepută ca o satiră la adresa popularelor povestiri cavalerești, povestea micului nobil Alonso Quixano (Don Quijote) din La Mancha care, influențat de lecturile sale, ajunge să se creadă un cavaler în căutare de aventuri, devine o frescă a societății spaniole și o reflecție asupra comportamentului uman.
Tiparul din El licenciado Vidriera se repetă, astfel că Don Quijote, deși considerat de ceilalți nebun, se dovedește a fi mai aproape de adevăr, datorită nobleții gândirii și a acțiunilor sale, decât persoanele considerate „normale”.  

## Subiectul romanului
Alonso Quixano (sau Quijano), un hidalgo sărac ce se apropie de vârsta de 50 de ani („hidalgo”, în spaniolă, provine de la hijo de algo — fiul cuiva care a fost „cineva”, de spiță nobilă) locuiește împreună cu nepoata sa într-o porțiune necunoscută a ținutului La Mancha. Cititor pasionat de romane cavalerești, Don Quijote ajunge să se considere un „cavaler rătăcitor” astfel că pornește la drum călare pe mârțoaga sa, Rocinante, înarmat cu arme din carton. Întocmai ca eroul din romanele de aventură pe care le citea, Amadis de Gaula, el își alege o domniță căreia să-i dedice victoriile din bătălii: Dulcinea del Toboso, o țărancă dintr-un ținut vecin, pe numele adevărat de Aldonza Lorenzo, dar care în realitate nu era nici nobilă, nici frumoasă.

### Prima aventură
În drumul său, el se oprește mai întâi la un han, pe care îl ia drept castel, și confundând hangiul cu un castellan, îl roagă pe acesta să-l învestească cavaler, ceremonie „sfântă” care va avea loc în grajd. Întâlnește apoi câtiva negustori din Toledo, cărora le cere să o proclame pe Dulcinea cea mai frumoasă domniță din lume, dar aceștia o insultă, iar unul dintre ei îl bate pe Don Quijote și-l lasă pe marginea drumului. El este găsit și ajutat să se întoarcă acasă de un țăran vecin, Pedro Alonzo.

### A doua aventură
După însănătoșire, Don Quijote plănuiește să plece într-o a doua aventură.
Între timp, nepoata sa, slujnica, preotul și bărbierul au aruncat în foc mare parte din cărțile cavalerești ale eroului, spunându-i acestuia că un magician a venit călare pe un nor și însoțit de un dragon,i-a furat acestuia cărțile.
Eroul își alege drept „scutier” un țăran pe nume Sancho Panza, căruia îi promite că la capătul drumețiilor îl va face guvernatorul unei insule, și pornesc amândoi într-o a doua aventură. Se luptă cu morile de vânt, luându-le drept uriași, și își imaginează că în trăsura pe care o însoțesc câțiva
călugări benedictini se află o prințesă răpită, fiind din nou bătut.
De-a lungul călătoriei lor, Don Quijote și Sancho Panza vor întâlni hangii, prostituate, păstori, soldați, preoți, condamnați evadați și chiar îndrăgostiți, cu diverse povești de iubire. Don Quijote intervine violent în povești care nu-l privesc, iar obiceiul său de a nu-și plăti datoriile sub pretext că aceasta este stilul de viață al „cavalerilor rătăcitori” duce la umilințe, bătăi și lipsuri pe care de cele mai multe Sancho trebuie să le îndure. Tot în această primă parte a romanului ne sunt narate două povești de dragoste (Grisostomo și Marcela; Cardenio și Lucinda). În cele din urmă, Don Quijote se lasă convins să plece acasă. Autorul sugerează existența unei a treia aventuri, dar susține că s-au pierdut documentele.

### A doua parte a romanului
Această a doua parte reprezintă o continuare publicată la 10 ani după romanul original. Don Quijote și Sancho Panza au ajuns acum foarte cunoscuți datorită povestirilor din prima parte a romanului. Acum se tratează mai în profunzime tema deziluzionării. Don Quijote ajunge batjocura mai multora, iar până și Sancho își înșală stăpânul. Nevoit fiind să o găsească pe Dulcinea, el îi prezintă lui Don Quijote trei țărănci sărace, pe care le dă drept Dulcinea și însoțitoarele ei. Pentru că Don Quijote vede doar țărăncile, și nu o nobilă doamnă, Sancho pretinde că acesta este vrăjit și de aceea nu poate vedea „adevărul”. În cele din urmă Sancho este numit guvernator al insulei Barratoria, și, deși se dovedește capabil, renunță. Don Quijote se întoarce acasă, unde cade într-un somn greu, iar când se trezește, este vindecat de nebunie. Starea sa de sănătate se înrăutățește însă, astfel că el moare, Sancho deplângând întreaga lor aventură.

## Relația cu Sancho Panza
Relația dintre Don Quijote și Sancho Panza a fost văzută de mulți critici ca ilustrând „relația antagonică realitate-irealitate”, întrucât stăpânul întruchipează idealismul exaltat, iar Sancho — platitudinea și trivialitatea. Însă cei doi se completează reciproc în asemenea măsură încât la sfârșitul romanului vom observa o inversare de roluri: are loc o mutare de ascendent spre descendent în cazul lui Don Quijote, care își recapătă luciditatea puțin câte puțin (...) și de la descendent spre ascendent, în cazul lui Sancho, care la sfârșitul romanului deplânge vindecarea de nebunie a lui Don Qujote, dorindu-și să reînnoiască aventura.
Răzvan Codrescu compară nebunia lui Don Quijote cu cea a Prințului Mîșkin din romanul Idiotul al lui Dostoievski, susținând că „Don Quijote și Prințul Mîșkin reprezintă nebunia «exemplară» a două spiritualități specifice, dar complementare”, Don Quijote întruchipând „activismul constituțional al spiritului apusean”, pe când prințul Mîșkin ilustrează „contemplativismul tradițional al lumii răsăritene, fără cal și fără arme, resemnat și încrezător în perspectiva veșniciei”. Această nebunie va reuși în cele din urmă să-l atingă și pe Sancho, căci are loc un transfer. Treptat, Don Quijote revine la starea sa inițială (care însă nu este prezentată nicăieri în roman), iar „bunul-simț ce-l caracterizează pe scutier se pierde treptat «în marea de fantezie în care îl obligă stăpânul său să se înece”, pentru el insula reprezentând o iluzie concretă, așa cum pentru Don Quijote reinstaurarea instituției cavalerilor rătăcitori  reprezenta o iluzie abstractă.

## Elemente implicite
Deși nu le relevă explicit, romanul Don Quijote se sprijină pe șapte idei principale:
1. Modul în care Sancho Panza devine un bun guvernator, prin intermediul unei serii de glume care se transformă în lucruri serioase;
2. Modul în care Cervantes satirizează extremismul religios, punându-l pe Don Quijote să ia în vizor Biserica Romano-Catolică;
3. Modul în care Don Quijote și Sancho Panza își controlează și echilibrează reciproc excesele, rezultate din identitățile lor contrare;
4. Modul în care Cervantes stilează țărăncile spaniole, transformând-o pe Aldonza Lorenzo în Dulcinea;
5. Modul în care, și de ce, proscriși precum Roque Guinart și Gines Pasamonte pot evita criminalitatea;
6. Modul în care se poate stabili o unitate între religii, prin aceea că Don Quixote are un translator creștin și un povestitor musulman, care lucrează împreună, ca unul singur;
7. Modul în care Cervantes înlocuiește viziunea medievală asupra iubirii și căsătoriei - în care femeia era doar gospodină, menită să satisfacă poftele trupești ale bărbatului și să-I zămislească urmași - cu o viziune nouă, de egalitate în cadrul căsătoriei, manifestată prin îmbinarea dorințelor și fuziunea personalităților.

## Traduceri
Romanul a fosrt tradus în limba română după ediția critică a lui Francisco Rodriguez: Miguel de Cervantes Saavedra, „El ingenioso Hidalgo Don Quijote de La Mancha”, Madrid, Ediciones de „La Lectura”, 1922. Partea întâi a fost tradusă de Ion Frunzetti, căruia-i aparține și traducerea versurilor din ambele părți. partea a doua a fost tradusă de Edgar Papu (Editura pentru Literatură Universală, București, 1965). 

## Legături externe
- Materiale media legate de Don Quijote la Wikimedia Commons
- Alina Ciobotaru: Don Quijote și Sancho Panza: o mutație dinspre categoria idealului spre categoria realității și invers,[nefuncțională]
 accesat la data de 21 decembrie 2010 pe site-ul cultural www.aporia.ro, ISSN 2066 – 6640
- Răzvan Codrescu: Don Quijote și Prințul Miskîn: doi nebuni <<exemplari>> Arhivat în 16 august 2011, la Wayback Machine., articol accesat la data de 21 decembrie 2010 pe www.rostonline.org/blog/razvan (eseu publicat initial în revista "Luceafărul", an XXVIII, nr. 39, p. 8)